# Рожанковский сельсовет
Рожанковский сельсовет (бел. Ражанкаўскі сельсавет) — административная единица на территории Щучинского района Гродненской области Белоруссии. Административный центр — агрогородок Рожанка.

## История
Образован в 1940 г.

## Состав
Рожанковский сельсовет включает 37 населённых пунктов:
- Баличи — агрогородок.
- Бобра — деревня.
- Богуславово — деревня.
- Быковка — деревня.
- Вербилки — деревня.
- Воронишки — деревня.
- Гирдевка — деревня.
- Голынка — деревня.
- Довклевщина — деревня.
- Долина Заречная — деревня.
- Долина Прямая — деревня.
- Дяковцы — деревня.
- Заборье — деревня.
- Заполье — деревня.
- Карпейчики — деревня.
- Климовщина — деревня.
- Крышилки — деревня.
- Крупели — деревня.
- Лагоды — деревня.
- Лопаты — деревня.
- Макеевцы — деревня.
- Малевичи — деревня.
- Новая Дубровка — деревня.
- Новая Рожанка — деревня.
- Подбобра — деревня.
- Подзамче — деревня.
- Рожанка — агрогородок.
- Рожанка — посёлок.
- Потока — деревня.
- Резы — деревня.
- Руткевичи — агрогородок.
- Старая Дубровка — деревня.
- Старая Подрожанка — деревня.
- Тейковщина — деревня.
- Трахимчики — деревня.
- Черняки — деревня.
- Шляхты — деревня.

## Достопримечательность
- Католический храм Святых Петра и Павла в агрогородке Рожанка
- В Лопаты находится один из пунктов дуги Струве
- Музей холодной войны «Бункер-77» (возле агрогородка Руткевичи)